# Camille Pleyel
Camille Pleyel (Strasburgo, 18 dicembre 1788 – Parigi, 4 maggio 1855) è stato un compositore e pianista francese, proprietario della fabbrica di pianoforti Pleyel.

## Biografia
Figlio di Ignace Pleyel, compì suoi studi sotto la guida del padre, famoso pianista, e quindi li perfezionò con Desormy, Dussek e Steibelt. Iniziò a viaggiare per l'Europa e fu sicuramente a Londra. Dal 1817 divenne socio della fabbrica di pianoforti Pleyel, fondata dal padre nel 1807, che prese il nome di Ignace Pleyel et Fils aîné, e dal 1824 ne detenne il controllo totale. Nel 1829, si associa con Kalkbrenner per realizzare una fabbrica di pianoforti famosa, i cui strumenti vennero impiegati dai più famosi musicisti del tempo come Franz Liszt e Fryderyk Chopin. Intorno agli anni 1830 creò due sale da concerto, antenate della futura Salle Pleyel: la prima a partire dal 1830, un salone di centocinquanta posti, e poi, dal 1838, una sala di cinquecento posti annessa alla fabbrica di pianoforti.  
Al di fuori delle sue attività commerciali, Camille Pleyel è stato anche un compositore e pianista. Egli compose un quartetto, tre trio per pianoforte, violino e violoncello ed un gran numero di rondò e fantasie. 
Sua moglie, Marie-Félicité-Denise Pleyel, nata Moke, (1811-1875) è stata una virtuosa di pianoforte, che acquisì una grande notorietà suonando, all'età di 14 anni, il primo concerto di Kalkbrenner. Ella, pur avendo ricevuto una proposta di matrimonio da Berlioz, sposò Camille Pleyel il 5 aprile 1831. Si separarono nel 1835, e Marie Pleyel effettuò ancora qualche concerto in Europa prima di trasferirsi a Bruxelles, a partire dal 1847, dove si dedicò all'insegnamento.
Nominato cavaliere della Légion d'Honneur, Camille Pleyel morì a Parigi. Il suo socio Auguste Wolff, genero di Kalkbrenner, assunse il controllo della fabbrica Pleyel.